# 南さつま警察署
南さつま警察署（みなみさつまけいさつしょ）は、鹿児島県南さつま市加世田地頭所町にある鹿児島県警察の警察署。市町村合併に併せて名称が変わった警察署である。

## 管轄区域
- 南さつま市の全域

## 沿革
- 1954年（昭和29年）　- 新警察法が施行されたのに伴い加世田市の区域を管轄する警察署として加世田警察署が設置される[1]。
- 1972年（昭和47年） - 警察署の統廃合が行われ、加世田警察署に吹上警察署を統合[2]。
- 2006年（平成18年） - 先の市町村合併に併せ、南さつま警察署に改称。

## 組織
- 警務課
- 会計課
- 生活安全刑事課
- 地域課
- 交通課
- 警備課

## 交番
| 交番   | 所在地     | 所在地     |
| 交番   | 市町村名   | 町・字名   |
| ------ | ---------- | ---------- |
| 加世田 | 南さつま市 | 加世田本町 |

## 警察官駐在所
| 警察官駐在所 | 所在地     | 所在地     |
| 警察官駐在所 | 市町村名   | 町・字名   |
| ------------ | ---------- | ---------- |
| 津貫         | 南さつま市 | 加世田津貫 |
| 大浦         | 南さつま市 | 大浦町     |
| 笠沙         | 南さつま市 | 笠沙町片浦 |
| 坊           | 南さつま市 | 坊津町坊   |
| 久志         | 南さつま市 | 坊津町久志 |
| 田布施       | 南さつま市 | 金峰町尾下 |
| 大坂         | 南さつま市 | 金峰町大坂 |